# HD 169191
HD 169191，又名BD+17 3555，SAO 103655、HR 6885，是一颗恒星，视星等为5.25，位于銀經45.95，銀緯14.19，其B1900.0坐标为赤經18h 18m 23.9s，赤緯+17° 14.19′ 34″。